# Алесандро Матеи
Алесандро Матеи – италиански кардинал и значителна фигура в папската дипломация на периода Наполеон Бонапарт. Част от римската аристократична фамилия Матеи.
Става архиепископ на Ферара през 1777 г., а през 1779 г. е издигнат в кардинал.
Епископ на Палестрина (1800), епископ на Порто-Санта Руфина (1809), и епископ на Остия (1814) . От 1817 година до смъртта си през 1820 г. е архиепископ на базиликата Свети Петър.